# Zitternadel
Bei einer Zitternadel – auch En-tremblant genannt – handelt es sich um eine Nadel, welche an einem zylindrisch, schrauben- oder auch spiralartig gewundenen Draht eine künstliche Verzierung trägt und zum Schmuck angesteckt wird. Jene Verzierung bewegt sich bei der mindesten Bewegung der Person, die sie aufsteckt, daher der Name.
Heutzutage ist der Begriff der Zitternadel kaum noch bekannt. Der Begriff ist in die Epoche des Sturm und Drangs einzuordnen, wo eine Zitternadel ein angesehener Schmuck der bürgerlichen Schicht war.